# Fejszés Attila
Fejszés Attila (Debrecen, 1984. május 28. –) magyar színész.

## Életpályája
Gyermekkorát Tégláson töltötte. 1998–2002 között a debreceni Ady Endre Gimnázium drámatagozatán tanult. Érettségi után egy évet a Pesti Magyar Színiakadémián tanult Huszár László osztályában, ahonnan eltanácsolták. Ezt követően a József Attila Színházban statisztált. 2005–2009 között a Színház- és Filmművészeti Egyetem hallgatója operett-musical szakon, Huszti Péter és Kerényi Imre osztályában. 2009-2025 között a Győri Nemzeti Színház tagja volt, mellette vendégszerepelt a Madách Színházban is. 2025-től az Erkel Színház színésze.

## Családja
Felesége Somogyi Lili Mária.

## Filmjei
- Otthon  színész (magyar kisjátékfilm, 2009)
- Valami Amerika (2023)

## Fontosabb színházi szerepei
A Színházi adattárban regisztrált bemutatóinak száma: 40.
- Time Rice – Andrew Lloyd Webber: Evita ...Magaldi
- William Shakespeare: Szentivánéji álom ...Oberon
- Jeffrey Lane – David Yasbek: A riviéra vadorzói ...Andre Thibault
- Slawomir Mrozek: Strip-tease ...Férfi B
- Csiky Gergely: Buborékok.... Rábay Miklós, osztálytanácsos
- Karinthy Ferenc: A bűvös szék.... Szív Sándor író
- Lehár Ferenc: A víg özvegy.... Gróf Danilovics Danilo
- Molièreː A képzelt beteg.... Béralde, Argan öccse
- Dér Andrásː Mindenkinek mindene.... Wiszt hadnagy
- Ödön von Horváth: A végítélet napja.... Thomas Hudetz, állomásfőnök
- Olt Tamás: Minden jegy elkelt.... Ávós
- Szente Vajk–Galambos Attila–Juhász Levente: Puskás.... Farkas Mihály
- Marc Norman–Tom Stoppard–Lee Hall: Szerelmes Shakespeare.... Fennyman
- Carlo Goldoni: Mirandolina.... Ripafratta
- Szigligeti Ede: Liliomfi.... Szellemfi
- Ken Ludwig: A hőstenor.... Londiner
- Carlo Goldoni: Chioggiai csetepaté.... Fortunato, halász
- Lévay Szilveszter–Michael Kunze: Elisabeth.... Lucheni
- Tasnádi István: Szibériai csárdás.... Minyó Attila
- Huszka Jenő–Bakonyi Károly–Martos Ferenc: Bob herceg.... György herceg
- Fenyő Miklós–Egressy Zoltán: Aréna.... Hideg Sándor, másodosztályú futballista
- Carlo Goldoni: Két úr szolgája.... Florindo Aretusi, Beatrice kedvese
- Georges Feydeau: Bolha a fülbe.... Romain Tournel
- Szabó Magda: Abigél.... Kuncz Feri, Gina régi szerelme
- Presser Gábor–Sztevanovity Dusán–Horváth Péter: A padlás.... Rádiós, aki egyszerűen fantasztikus
- Borisz Leonyidovics Paszternak: Doktor Zsivágó.... Jurij Zsivágó
- Woody Allen: Semmi pánik!.... Axel Magee
- Kodály Zoltán: Háry János.... Háry János, nagyotmondó obsitos
- Lev Nyikolajevics Tolsztoj: Anna Karenina.... Konsztantyin Dmitrijevics Levin
- Kosztolányi Dezső–Harag György: Édes Anna.... Patikárius János
- Tim Rice–Andrew Lloyd Webber: Jézus Krisztus szupersztár.... Pilátus
- William Shakespeare:
  - A windsori víg nők.... Fenton
  - Hamlet.... Fortinbras
- Bakonyi Károly–Szirmai Albert–Gábor Andor: Mágnás Miska.... Baracs István mérnök
- Bolba Tamás–Szente Vajk–Galambos Attila: Csoportterápia.... Lajos
- Martin McDonagh: A kripli.... Bobby-baba
- Tímár Péter–Márton Gyula: Csinibaba.... Jenő
- Kacsóh Pongrác–Heltai Jenő–Bakonyi Károly: János vitéz.... János vitéz, Kukorica Jancsi
- Hétre ma várom a Nemzetinél – Operettmánia
- Victor Hugo: A nevető ember.... Hardquanonne
- Frank Wildhorn–Leslie Bricusse: Jekyll & Hyde.... Jekyll és Hyde
- Nan Knighton–Frank Wildhorn: A Vörös Pimpernel.... Dewhurst
- Fenyő Miklós–Tasnádi István: Aranycsapat.... Cicero
- Kszel Attila: Al Addin.... Nino, pilóta
- Barabás Tibor–Gádor Béla–Kerekes János: Állami áruház.... Kocsis Feri
- Tolcsvay László–Müller Péter–Müller Péter Sziámi: Mária evangéliuma.... Első pásztor
- Dobozy Imre–Korognai Károly: A tizedes meg a többiek.... Gáspár
- Jonathan Larson: Rent.... Benjamin Coffin
- Vörösmarty Mihály: Csongor és Tünde.... Balga
- Várkonyi Mátyás–Béres Attila: Egri csillagok.... Bornemissza
- Eugène Ionesco: Rinocérosz.... Dudard

## Díjai, elismerései
- 2010. EJI Ösztöndíj
- 2010. Kisfaludy Ösztöndíj
- 2013. Kisfaludy-díj
- 2015. TAPS-díj
- 2022. Kisfaludy-díj[8]